# Giorgio Moroder
Giorgio Moroder, celým jménem Giovanni Giorgio Moroder, (* 26. dubna 1940 Ortisei, Itálie) je italský hudební skladatel, producent a hráč na syntezátor, který se proslavil především jako skladatel filmové hudby.

## Kariéra
Původně začínal svoji dráhu jako kytarista. Hrál v klubech po celé Evropě převzaté skladby jiných hudebníků, což ho nebavilo. Roku 1967 ukončil vystupování a odjel do Berlína, kde se soustředil na skládání hudby. V roce 1969 uspěl se singlem, na kterém zpívá vlastní skladbu Looky, Looky. U nás je píseň známá pod názvem Léta letí v podání zpěvačky Valérie Čižmárové.
V roce 1972 vyšlo jeho úspěšné sólové album Son of My Father. Moroder napsal řadu skladeb pro různé umělce. Známá je především jeho spolupráce se zpěvačkou Donnou Summer, pro kterou napsal např. skladby Love to Love You Baby a I Feel Love.
V Mnichově založil studio nazvané Musicland, které bylo v letech 1970–1980 využíváno celou řadou známých zpěváků a skupin (např. Donna Summer, Amanda Lear, Marc Bolan, Elton John, Led Zeppelin, Queen, Rolling Stones, Electric Light Orchestra, Deep Purple).
V polovině sedmdesátých let začal psát hudbu pro filmy. První významný úspěch zaznamenala jeho hudba k filmu Půlnoční expres (1978). V osmdesátých letech Moroder napsal hudbu pro několik dalších známých filmů. Jeho hudbu lze slyšet například ve filmech American Gigolo, Flashdance, The Never Ending Story, Thief of Hearts, Electric Dreams, Cat People a Over the Top.
Moroder napsal také oficiální hudební téma pro Letní olympijské hry 1984, Letní olympijské hry 1988 a také pro Mistrovství světa ve fotbale 1990.

## Profesní ocenění
Giorgio Moroder kromě jiného získal tři ocenění Academy Awards a to za hudbu k filmu Midnight Express, za skladbu Flashdance (film Flashdance), za skladbu Take My Breath Away (film Top Gun).

## Spolupráce
- Billy Idol
- Blondie a Debbie Harry
- Daft Punk
- David Bowie
- Cameo
- Cheap Trick
- Cher
- Roger Daltrey
- Falco
- France Gall
- Mireille Mathieu
- Sammy Hagar
- Nina Hagen
- Elton John
- Janet Jacksonová
- Anni-Frid Lyngstadová
- Miami Sound Machine
- Freddie Mercury
- Olivia Newton-Johnová
- Queen
- Barbra Streisand
- Liza Minnelliová
- Donna Summer
- Bonnie Tyler

## Diskografie

### Alba
- 1969 That's Bubblegum - That's Giorgio
- 1972 Son of My Father
- 1974 Giorgio's Music
- 1975 Einzelgänger
- 1976 Knights in White Satin
- 1977 From Here to Eternity
- 1978 Love's in You, Love's in Me
- 1980 E=MC²
- 1983 Solitary Men
- 1985 Innovisions
- 1990 To Be Number One
- 1992 Forever Dancing
- 1998 Moroder and Moroder Art Show
- 2015 Déjà Vu

### Singly
- 1965 Baby Courreges / Warum hoer' ich nichts von dir
- 1966 Stop / Believe in Me
- 1966 Bla Bla Diddley / How Much Longer Must I Wait
- 1967 Lilly Belle / Love's Morning Land
- 1968 Moody Trudy / Stop
- 1968 Yummy, Yummy, Yummy / Make Me Your Baby
- 1968 Cinnamon / Reesy-Beesy
- 1968 Monja / Raggi Di Sole
- 1969 Luky, Luky [Looky, Looky] / Senza Te, Senza Me
- 1969 Looky, Looky / Happy Birthday
- 1969 Máh-Ná-Máh-Ná / Doo-Bee-Doo-Bee-Doo
- 1970 Lina Con La Luna (Moody Trudy) / Risi E Bisi (Reesy Beesy)
- 1970 Mony Mony (Muny Muny Muny) / Tempo D'amore
- 1970 Arizona Man / Sally Don't You Cry
- 1970 Arizona Man / So Young
- 1970 America / America (Rhythm of Love)
- 1971 Action Man (1) / Action Man (2)
- 1971 Underdog / Watch Your Step
- 1971 I'm Free Now / Son of My Father
- 1971 London Traffic / Everybody Join Hands
- 1972 (Sweet Sixteen) You Know What I Mean / Knockin' On Your Door
- 1972 Tu Sei Mio Padre [Son Of My Father] / Non Ci Sto
- 1972 Son of My Father (1) / Son of My Father (2)
- 1972 Lord Release Me / Tears
- 1972 Today's A Tomorrow (You Worried 'Bout Yesterday) / Pauline
- 1972 Take It, Shake It, Break My Heart / Spanish Disaster
- 1972 The Future Is Past / Blue Jean Girl
- 1973 Lonely Lovers' Symphony / Crippled Words
- 1973 Heaven Helps The Man (Who Helps Himself) / Sandy
- 1973 Hilf Dir Selbst/Geh Zu Ihm
- 1974 Marrakesh / Nostalgie
- 1974 Lie, Lie, Lie / Collico
- 1974 Born To Die / Strongest Of The Strong
- 1975 Bricks and Mortar / It's A Shame
- 1975 Rock Me To My Soul / Dark and Deep and In between
- 1975 Einzelgänger / Liebes Arie
- 1976 Einzelgänger / Good Old Germany
- 1976 Take Five / Entreprise
- 1976 Knights In White Satin
- 1976 I Wanna Funk With You Tonite / Oh, L'Amour
- 1977 Let The Music Play / Oh, L'Amour
- 1977 From Here To Eternity / Too Hot To Handle
- 1977 From Here To Eternity / Utopia - Me Giorgio
- 1977 Get On The Funk Train (1) / Get On The Funk Train (2)
- 1978 A Whiter Shade of Pale / It's All Wrong (But It's Alright)
- 1978 Love's In You (Love's In Me) / I Can't Wait
- 1979 Party Light / Bolectro
- 1979 Baby Blue / If You Weren't Afraid
- 1979 If You Weren't Afraid / E=MC²
- 1980 Night Drive / The Apartment
- 1983 Scarface (Push It To The Limit) / Tony's Theme
- 1984 Together In Electric Dreams / Together In Electric Dreams Instrumental
- 1984 The Duel / Madeline's Theme
- 1984 Reach Out / Reach Out (Instrumental)
- 1984 American Dream / Too Hot To Touch
- 1985 Shannon's Eyes / Shannon's Eyes
- 1985 Night Time Is The Right Time / Baby Blue

## Čeští a slovenští interpreti
Řada českých a slovenských interpretů zařadila do repertoáru Moroderovy skladby. Jde např. o tyto skladby:
- The Never Ending Story nazpívala Leona Machálková (Galaxie přání),
- Flashdance...What A Feeling nazpívala Helena Vondráčková,
- Looky, Looky nazpívala Valerie Čižmárová (Léta letí),
- Hand In Hand nazpívali Karel Černoch a Helena Vondráčková (Všichni zvítězí),
- Take My Breath Away nazpívala Petra Janů (Ještě se mi směj),
- Midnight Express nazpívala Jitka Zelenková (Čímkoliv tu být),
- En frappant dans nos mains et Moi, c'est la chanson nazpívala Jana Matysová (Všichni budete zpívat),
- Fly Too High nazpívala Tena Elefteriadu (Dotěrný vítr),
- Love's Theme nahrál klavírista Jiří Malásek (Téma snových lásek),
- Love To Love You Baby nahrál Taneční orchestr Čs. rozhlasu,
- Son of My Father nahrála skupina Beatings (Já tak mít tátu).